# Arquitetura do Segundo Império

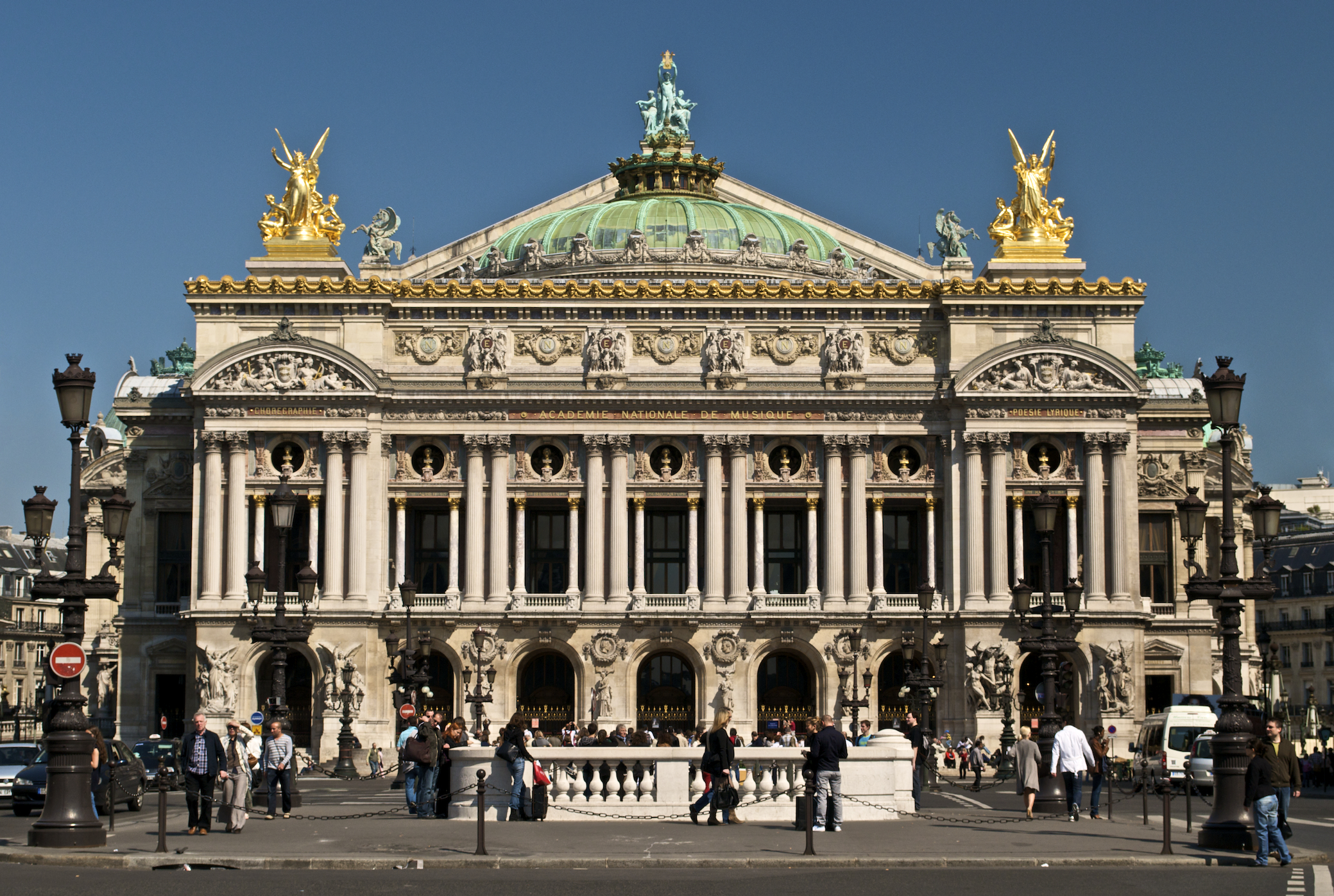
Um exemplo bem conhecido de arquitetura do Segundo Império é o Palais Garnier, uma mistura de arquitetura neorrenascentista e neobarroca.

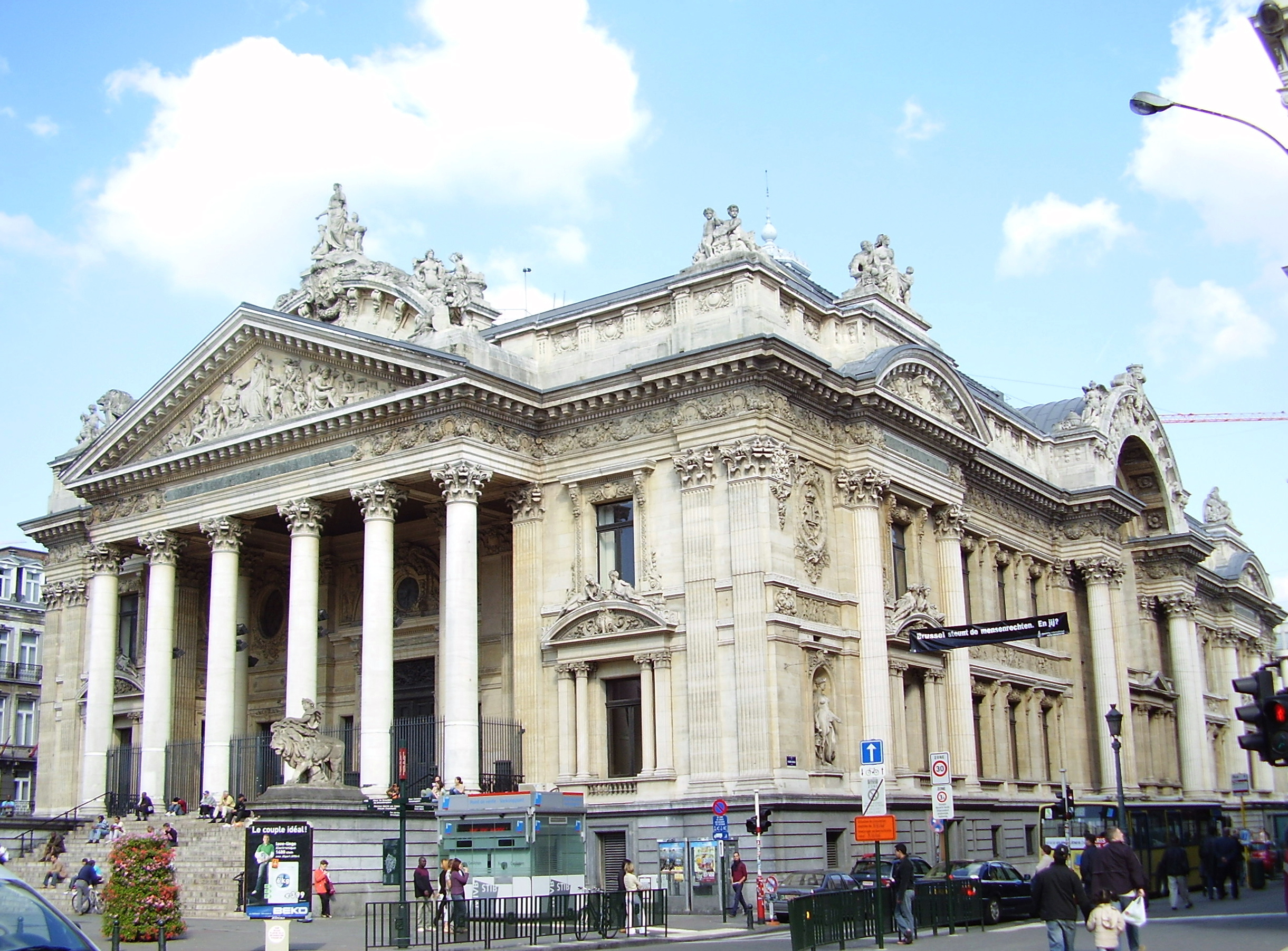
A Bolsa de Valores de Bruxelas é um outro exemplo típico de arquitetura do Segundo Império.

Segundo Império é um estilo de arquitetura, mais popular entre 1865 e 1880, assim chamado devido aos elementos arquiteturais em voga durante a era do Segundo Império Francês. À medida em que o estilo do Segundo Império evoluía a partir de suas fundações renascentistas do século XVII, foi adquirindo uma mistura eclética de estilos europeus anteriores - notadamente o barroco, frequentemente combinado com mansardas e cúpulas baixas de base quadrada.
O estilo rapidamente evoluiu e se espalhou pela Europa, atravessando o Oceano Atlântico. Sua adequação para grande escalas fez com que fosse largamente utilizado no projeto de construções municipais e corporativas. Nos Estados Unidos, onde um dos principais arquitetos trabalhando com este estilo era Alfred B. Mullett, edifícios neste estilo eram frequentemente mais próximos das suas raízes no século XVII que dos exemplos mais modernos encontráveis na Europa.